# Benny Andersson
Göran Bror Benny Andersson (Stockholm, 1946. december 16. –) svéd énekes, zenész, az ABBA együttes tagja.

## Életrajza
A már 6 évesen kapott harmonikán apjával és nagyapjával közösen zenélt. 10 éves korától zongoraleckéket vett, amiket azonban hamar befejezett és utána teljesen egyedül képezte magát.
1964-ben a Hep Stars tagja lett, amivel hihetetlen sikereket ért el; Svédország legnagyobb popegyüttesévé váltak: 20 Top Tíz-es slágerrel, köztük 9 Number One-nal. Benny 1965 végén írta meg első dalát az együttes számára (No Response), addig elsősorban feldolgozásokat készítettek. A következő két dala (Sunny Girl és Wedding) pedig már meg sem állt a slágerlisták éléig. Az utóbbit öt évvel később Björn és Agnetha esküvőjén is előadta a templomban.
Miután Björnnel megismerkedett megírták első közös dalukat, az Isn't It Easy To Sayt, amely meg is jelent a következő Hep Stars albumon. 1967. februárban a csapat Kenyába utazott azzal a céllal, hogy filmet forgassanak, amit a saját zsebükből finanszíroztak. Az egyik probléma az volt, hogy nem volt hozzá megfelelő forgatókönyvük, így az egész terv kudarcba fulladt, pénzügyileg is. Emellett zenei téren sem voltak már egy hullámhosszon, így végül Benny otthagyta az együttest.
1969 elején Malmőben találkozott Anni-Frid Lyngstaddal és ősszel már el is jegyezték egymást (bár az esküvőre csak sokkal később, 1978-ban került sor és rá egy évre rá már el is váltak). 1969-től kezdve Björn Ulvaeus és Benny duóként dolgoztak együtt és 1970-ben megjelent első közös kislemezük: She's My Kind Of Girl / Inga Theme. Emellett producerként is dolgoztak a Polar Musicnál és más előadók számára is írtak dalokat. Az utolsó Hootenanny Singers turnén Benny is ott volt, majd 1972-től kezdve már az ABBA-é volt a főszerep.
1983-tól Björnnel és Tim Rice-szal dolgozott a Sakk musicalen. 1987-ben kiadta első szólóalbumát Klinga Mina Klockor címmel (a címadó dalon egy női kórus énekelt, amelyben Frida is ott volt), ezt követte 1989-ben egy újabb album, a November 1989. Mindkettő igen sikeresnek bizonyult.
1990-től ismét Björnnel dolgozott egy musicalen, de ezúttal svéd nyelven: Kristina från Duvemåla. 2000-ben a Dalok a második emeletről című svéd filmdráma zenéjét szerezte. 2001-ben, majd 2004-ben Benny Anderssons Orkester nevű együttesével újabb listavezető albumokat jelentetett meg (Benny Anderssons Orkester, BAO!) és több koncertet is adott Svédországban valamint néhányat külföldön. Bár ő is beruházó a Mamma Mia!-ban, sokkal kevesebbet foglalkozik vele, csak néhány premieren jelenik meg. 
Mostani feleségével, Mona Nörklittel él, egy fiuk született 1982-ben, Ludvig.

## Magyarul megjelent művei
- Benny Andersson–Björn Ulvaeus–Judy Craymer: Mamma mia! A Mamma mia! musical és az ABBA dalainak története; riporter Philip Dodd, ford. Kiss Borbála Réka; Show Time Budapest, Budapest, 2009